# Медари
Медари (пол. Miedary, нім. Miedar) — село в Польщі, у гміні Зброславиці Тарноґурського повіту Сілезького воєводства.
Населення — 1202 особи (2011).
У 1975-1998 роках село належало до Катовицького воєводства.

## Демографія
Демографічна структура станом на 31 березня 2011 року:
|          | Загалом | Допрацездатний вік | Працездатний вік | Постпрацездатний вік |
| -------- | ------- | ------------------ | ---------------- | -------------------- |
| Чоловіки | 638     | 100                | 471              | 67                   |
| Жінки    | 564     | 74                 | 369              | 121                  |
| Разом    | 1202    | 174                | 840              | 188                  |